# Leonardo Villalba
Leonardo Villalba (El Colorado, 29 novembre 1994) è un calciatore argentino, centrocampista del San Carlos.

## Carriera
Ha esordito nella massima serie argentina con il Vélez Sarsfield nella stagione 2012-2013.

## Palmarès

### Club

#### Competizioni nazionali
- Supercopa Argentina: 1

Vélez Sarsfield: 2013